# Stanley-Cup-Playoffs 1963
Die Playoffs um den Stanley Cup des Jahres 1963 begannen am 26. März 1963 und endeten am 18. April 1963 mit dem 4:1-Erfolg der Toronto Maple Leafs gegen die Detroit Red Wings. Die Maple Leafs gewannen damit ihren zweiten Titel in Folge sowie den insgesamt elften ihrer Franchise-Geschichte. Die unterlegenen Red Wings hingegen hatten mit Gordie Howe und Norm Ullman die besten Scorer der Playoffs in ihren Reihen, während Bobby Hull von den Chicago Black Hawks zum besten Torschützen wurde, obwohl er nur fünf Partien absolvierte.
Darüber hinaus waren die Playoffs 1963 die ersten seit 1926 und die bis heute letzten, in denen kein Spiel in der Overtime entschieden wurde.

## Modus
Für die Playoffs qualifizierten sich die vier besten Teams der Liga. Im Halbfinale standen sich der Erste und der Dritte sowie der Zweite und der Vierte der Abschlusstabelle gegenüber. Die jeweiligen Sieger bestritten anschließend das Stanley-Cup-Finale.
Alle Serien wurden dabei im Best-of-Seven-Modus ausgetragen, das heißt, dass ein Team vier Siege zum Weiterkommen benötigte. Das höher gesetzte Team hatte dabei in den ersten beiden Spielen Heimrecht, die nächsten beiden das gegnerische Team. Sollte bis dahin kein Sieger aus der Runde hervorgegangen sein, wechselte das Heimrecht von Spiel zu Spiel. So hatte die höher gesetzte Mannschaft in den Spielen 1, 2, 5 und 7, also vier der maximal sieben Spiele, einen Heimvorteil.
Bei Spielen, die nach der regulären Spielzeit von 60 Minuten unentschieden blieben, folgte die Overtime. Sie endete durch das erste erzielte Tor (Sudden Death).

## Qualifizierte Teams
- (1) Toronto Maple Leafs
- (2) Chicago Black Hawks
- (3) Canadiens de Montréal
- (4) Detroit Red Wings

## Playoff-Baum
|  | Halbfinale | Halbfinale            | Halbfinale |  |  | Stanley-Cup-Finale | Stanley-Cup-Finale  | Stanley-Cup-Finale |
|  |            |                       |            |  |  |                    |                     |                    |
|  |            |                       |            |  |  |                    |                     |                    |
|  | 1          | Toronto Maple Leafs   | 4          |  |  |                    |                     |                    |
|  | 3          | Canadiens de Montréal | 1          |  |  |                    |                     |                    |
|  |            |                       |            |  |  | 1                  | Toronto Maple Leafs | 4                  |
|  |            |                       |            |  |  | 4                  | Detroit Red Wings   | 1                  |
|  | 2          | Chicago Black Hawks   | 2          |  |  |                    |                     |                    |
|  | 4          | Detroit Red Wings     | 4          |  |  |                    |                     |                    |
|  |            |                       |            |  |  |                    |                     |                    |

## Halbfinale

### (1) Toronto Maple Leafs – (3) Canadiens de Montréal
| 26. März 1963 | Toronto Maple Leafs Bob Pulford (3:30) Dick Duff (21:42) Chief Armstrong (25:35) | 3:1 (1:0, 2:1, 0:0) Spielbericht Stand: 1:0 | Canadiens de Montréal Jean Béliveau (28:46) | Maple Leaf Gardens, Toronto, Ontario Zuschauer: 13.800 |

| 28. März 1963 | Toronto Maple Leafs Chief Armstrong (6:54) Allan Stanley (23:15) Dave Keon (36:35) | 3:2 (1:1, 2:1, 0:0) Spielbericht Stand: 2:0 | Canadiens de Montréal Jean Béliveau (6:07) Terry Harper (26:14) | Maple Leaf Gardens, Toronto, Ontario |

| 30. März 1963 | Canadiens de Montréal | 0:2 (0:0, 0:1, 0:1) Spielbericht Stand: 0:3 | Toronto Maple Leafs Eddie Shack (33:14) Bob Pulford (54:16) | Forum de Montréal, Montréal, Québec Zuschauer: 14.000 |

| 2. April 1963 | Canadiens de Montréal Henri Richard (20:26) Gilles Tremblay (34:00) Gilles Tremblay (45:29) | 3:1 (0:1, 2:0, 1:0) Spielbericht Stand: 1:3 | Toronto Maple Leafs Ron Stewart (6:12) | Forum de Montréal, Montréal, Québec |

| 4. April 1963 | Toronto Maple Leafs Dave Keon (6:56) Dick Duff (9:43) Ron Stewart (10:11) Dave Keon (36:37) Kent Douglas (51:27) | 5:0 (3:0, 1:0, 1:0) Spielbericht Stand: 4:1 | Canadiens de Montréal | Maple Leaf Gardens, Toronto, Ontario |

### (2) Chicago Black Hawks – (4) Detroit Red Wings
| 26. März 1963 | Chicago Black Hawks Bobby Hull (9:08) Bobby Hull (15:01) Ab McDonald (28:19) Eric Nesterenko (32:50) Bill Hay (36:46) | 5:4 (2:1, 3:1, 0:2) Spielbericht Stand: 1:0 | Detroit Red Wings Marcel Pronovost (13:37) Vic Stasiuk (29:50) Alex Delvecchio (41:18) Gordie Howe (43:05) | Chicago Stadium, Chicago, Illinois Zuschauer: 15.419 |

| 28. März 1963 | Chicago Black Hawks Bobby Hull (12:58) Bill Hay (26:24) Bill Hay (36:45) Stan Mikita (41:56) Ab McDonald (47:43) | 5:2 (1:1, 2:0, 2:1) Spielbericht Stand: 2:0 | Detroit Red Wings Vic Stasiuk (10:54) Gordie Howe (50:51) | Chicago Stadium, Chicago, Illinois |

| 31. März 1963 | Detroit Red Wings Gordie Howe (30:36) Parker MacDonald (39:40) Alex Faulkner (46:02) Bruce MacGregor (46:43) | 4:2 (0:1, 2:1, 2:0) Spielbericht Stand: 1:2 | Chicago Black Hawks Stan Mikita (4:31) Stan Mikita (37:33) | Detroit Olympia, Detroit, Michigan Zuschauer: 13.241 |

| 2. April 1963 | Detroit Red Wings Alex Faulkner (12:34) Gordie Howe (21:11) André Pronovost (38:20) Floyd Smith (40:18) | 4:1 (1:0, 2:1, 1:0) Spielbericht Stand: 2:2 | Chicago Black Hawks Bobby Hull (28:37) | Detroit Olympia, Detroit, Michigan |

| 4. April 1963 | Chicago Black Hawks Kenny Wharram (28:32) Bobby Hull (35:17) | 2:4 (0:1, 2:2, 0:1) Spielbericht Stand: 2:3 | Detroit Red Wings Floyd Smith (15:51) Norm Ullman (24:53) Parker MacDonald (39:05) Norm Ullman (57:25) | Chicago Stadium, Chicago, Illinois |

| 7. April 1963 | Detroit Red Wings Parker MacDonald (5:43) Norm Ullman (16:49) Larry Jeffrey (24:12) Alex Delvecchio (25:01) Alex Faulkner (47:09) Norm Ullman (50:46) Bill Gadsby (56:29) | 7:4 (2:1, 2:3, 3:0) Spielbericht Stand: 4:2 | Chicago Black Hawks Bobby Hull (7:35) Bobby Hull (23:53) Bobby Hull (34:34) Eric Nesterenko (37:43) | Detroit Olympia, Detroit, Michigan |

## Stanley-Cup-Finale

### (1) Toronto Maple Leafs – (4) Detroit Red Wings
| 9. April 1963 | Toronto Maple Leafs Dick Duff (0:49) Dick Duff (1:08) Bob Nevin (14:42) Bob Nevin (45:08) | 4:2 (3:0, 0:2, 1:0) Spielbericht Stand: 1:0 | Detroit Red Wings Larry Jeffrey (25:36) Larry Jeffrey (28:05) | Maple Leaf Gardens, Toronto, Ontario Zuschauer: 13.848 |

| 11. April 1963 | Toronto Maple Leafs Ed Litzenberger (5:31) Ron Stewart (18:42) Bob Nevin (20:49) Ron Stewart (28:55) | 4:2 (2:0, 2:1, 0:1) Spielbericht Stand: 2:0 | Detroit Red Wings Gordie Howe (21:32) Gordie Howe (42:03) | Maple Leaf Gardens, Toronto, Ontario Zuschauer: 14.071 |

| 14. April 1963 | Detroit Red Wings Vic Stasiuk (0:33) Alex Faulkner (28:13) Alex Faulkner (33:39) | 3:2 (1:1, 2:1, 0:0) Spielbericht Stand: 1:2 | Toronto Maple Leafs Dave Keon (14:56) Tim Horton (33:06) | Detroit Olympia, Detroit, Michigan Zuschauer: 13.690 |

| 16. April 1963 | Detroit Red Wings Gordie Howe (2:54) Eddie Joyal (22:38) | 2:4 (1:0, 1:2, 0:2) Spielbericht Stand: 1:3 | Toronto Maple Leafs Chief Armstrong (21:17) Red Kelly (37:41) Dave Keon (49:42) Red Kelly (57:45) | Detroit Olympia, Detroit, Michigan |

| 18. April 1963 | Toronto Maple Leafs Dave Keon (17:44) Eddie Shack (53:28) Dave Keon (59:55) | 3:1 (1:0, 0:1, 2:0) Spielbericht Stand: 4:1 | Detroit Red Wings Alex Delvecchio (20:49) | Maple Leaf Gardens, Toronto, Ontario Zuschauer: 14.403 |

### Stanley-Cup-Sieger
| Stanley-Cup-Sieger Toronto Maple Leafs | Torhüter: Johnny Bower, Don Simmons Verteidiger: Bobby Baun, Carl Brewer, Kent Douglas, Larry Hillman, Tim Horton, Allan Stanley Angreifer: Chief Armstrong (C), Dick Duff, Billy Harris, Red Kelly, Dave Keon, Ed Litzenberger, John MacMillan, Frank Mahovlich, Bob Nevin, Bob Pulford, Eddie Shack, Ron Stewart Cheftrainer & General Manager: Punch Imlach |

## Beste Scorer
Abkürzungen: GP = Spiele, G = Tore, A = Assists, Pts = Punkte, +/− = Plus/Minus, PIM = Strafminuten; Fett: Bestwert
| Spieler         | Team    | GP | G | A  | Pts | +/− | PIM |
| --------------- | ------- | -- | - | -- | --- | --- | --- |
| Gordie Howe     | Detroit | 14 | 7 | 9  | 16  | +2  | 22  |
| Norm Ullman     | Detroit | 11 | 4 | 12 | 16  | −1  | 14  |
| Dave Keon       | Toronto | 10 | 7 | 5  | 12  | +10 | 0   |
| Bobby Hull      | Chicago | 5  | 8 | 2  | 10  | −2  | 4   |
| Chief Armstrong | Toronto | 10 | 3 | 6  | 9   | +10 | 4   |
| Alex Delvecchio | Detroit | 11 | 3 | 6  | 9   | ±0  | 2   |
| Red Kelly       | Toronto | 10 | 2 | 6  | 8   | +2  | 6   |
| Pierre Pilote   | Chicago | 6  | 0 | 8  | 8   | −3  | 8   |
| Bob Pulford     | Toronto | 10 | 2 | 5  | 7   | +4  | 14  |
| Allan Stanley   | Toronto | 10 | 1 | 6  | 7   | +9  | 8   |

Tim Horton von den Toronto Maple Leafs erreichte ebenfalls eine Plus/Minus-Statistik von +10.

## Beste Torhüter
Die kombinierte Tabelle zeigt die jeweils drei besten Torhüter in den Kategorien Gegentorschnitt und Fangquote sowie die jeweils Führenden in den Kategorien Shutouts und Siege.
Abkürzungen: GP = Spiele, Min = Eiszeit (in Minuten), W = Siege, L = Niederlagen, GA = Gegentore, SO = Shutouts, Sv% = gehaltene Schüsse (in %), GAA = Gegentorschnitt; Fett: Bestwert; Sortiert nach Gegentorschnitt.
Erfasst werden nur Torhüter mit 120 absolvierten Spielminuten.
| Spieler        | Team     | GP | Min    | W | L | GA | SO | Sv%  | GAA  |
| -------------- | -------- | -- | ------ | - | - | -- | -- | ---- | ---- |
| Johnny Bower   | Toronto  | 10 | 600:00 | 8 | 2 | 16 | 2  | 94,9 | 1,60 |
| Jacques Plante | Montréal | 5  | 300:00 | 1 | 4 | 14 | 0  | 89,9 | 2,80 |
| Terry Sawchuk  | Detroit  | 11 | 660:00 | 5 | 6 | 35 | 0  | 89,3 | 3,18 |
| Glenn Hall     | Chicago  | 6  | 360:00 | 2 | 4 | 25 | 0  | 89,6 | 4,17 |